# 天鸽座AP
天鸽座AP，又稱AP Col，是位於天鸽座的一顆前主序星。在過去的15年中一直對其進行研究，但最近發現它非常年輕且接近地球。它已被公認為距離地球最近的年輕恆星。

## 發現
天鸽座AP於1995年被確定為耀星;。

## 特徵
天鸽座AP大約有4000萬年的歷史，與地球的年齡相比非常年輕；它形成於恐龍滅絕之後以及哺乳動物開始主宰地球的時期。恆星的年齡是通過計算恆星中鋰的含量來估算的，一旦核聚變點燃，鋰就會迅速燃燒殆盡。
天鸽座AP被歸類為光譜等級為M4.5的紅矮星，估計表面溫度為3250 K。它尚未演化成主序星，仍處於前主序階段。這顆恆星幾乎肯定是單星——直接成像表明任何恆星伴星的距離都小於50毫弧秒，並且由如此接近的伴星引起的視向速度變化將比觀測到的大得多。它在可見光下的亮度比太陽低約2500倍，可能是新形成的恆星群IC 2391的一部分。
天鸽座AP屬於被稱為UV Ceti耀斑星的恆星類別。這些是年輕的低質量恆星，它們是X 射線輻射的強大來源，並且經常發生耀斑。後者很像太陽耀斑，但與恆星的靜止光度相比要亮得多——在最大的耀斑期間，天鴿座AP的亮度可以增加多達10倍。
由於天鸽座AP距離地球如此之近，因此可以使用其附近的高分辨率圖像搜索它擁有的任何大型氣態巨行星。這種方法對於其他更遙遠的年輕恆星來說並不實用。科學家們希望通過位於智利望遠鏡的觀測發現新形成的圍繞恆星運行的行星。不過，在尋找行星伴星的過程中，並未發現距離恆星4.5個天文單位以外的任何超级木星類行星。